# Houssem Haj Ali
 (décembre 2024).
Si vous disposez d'ouvrages ou d'articles de référence ou si vous connaissez des sites web de qualité traitant du thème abordé ici, merci de compléter l'article en donnant les références utiles à sa vérifiabilité et en les liant à la section « Notes et références ».
Houssem Haj Ali (arabe : حسام الحاج علي) est un footballeur tunisien. Il évolue avec le Club africain dans les années 1990.

## Palmarès
- Vainqueur de la coupe arabe des vainqueurs de coupe en 1995
- Vainqueur de la coupe des clubs champions arabes en 1997
- Champion de Tunisie en 1996
- Vainqueur de la coupe de Tunisie en 1998